# І.Л. Караджале
І.Л. Караджале, Іон-Лука-Караджале (рум. I.L. Caragiale) — село у повіті Димбовіца в Румунії. Входить до складу комуни І.Л. Караджале.
Село розташоване на відстані 61 км на північний захід від Бухареста, 19 км на схід від Тирговіште, 83 км на південь від Брашова.

## Населення
За даними перепису населення 2002 року у селі проживали 4669 осіб.
Національний склад населення села:
| Національність | Кількість осіб | Відсоток |
| -------------- | -------------- | -------- |
| румуни         | 3833           | 82,1%    |
| цигани         | 813            | 17,4%    |
| угорці         | 14             | 0,3%     |

Рідною мовою назвали:
| Мова      | Кількість осіб | Відсоток |
| --------- | -------------- | -------- |
| румунська | 4422           | 94,7%    |
| циганська | 229            | 4,9%     |
| угорська  | 13             | 0,3%     |